# Politikens filmjournal 103
|  | Denne artikel er oprettet af botten Steenthbot ud fra en ekstern database. Den kan derfor have sproglige fejl eller mangler. Denne skabelon kan fjernes efter kontrol af indholdet. |

Politikens filmjournal 103 er en dansk dokumentarisk optagelse fra 1951.

## Handling
1) Korea: Under fredsforhandlingerne i Kaesong fortsætter krigen i Korea. Demonstration i Seoul. I Detroit advarer præsident Truman om blindt at stole på Sovjetunions fredelige intentioner.

2) England: Tivoligarden erobrer London.

3) Købestævne i Fredericia. Præsentation af det nyeste danske møbeldesign og køkkenudstyr til husmoderen.

4) Tekstilmesse i Herning. Protektor Prins Knud åbner messen. Mannequiner fremviser det nyeste design fra de jyske tekstilfabrikanter.

5) Australsk amfibiekøretøj besøger København under jordomsejling. Køretøjet runder 'Stoppenålen' på Rådhuspladsen.

6) Italien: Egyptens Kong Farouk og dronning Narrimans hvedebrødsdage. Brudeparret forfølges af pressefotografer.

7) Nordisk mesterskab i jordbaneløb (speedway) på Charlottenlund Travbane.

8) Tyskland: Hækkeløb for kvinder i Hamborg.

9) Det årlige sommerudsalg i Tyskland. Kvinder myldrer ind i forretning og flokkes om de gode tilbud på stof.